# Andrew Wilson (historyk)
Andrew Wilson (1961 w Kumbrii) – brytyjski historyk i politolog. Zajmuje się głównie Europą Wschodnią, m.in. Ukrainą. Jest pracownikiem naukowym w Europejskiej Radzie Spraw Zagranicznych oraz wykładowcą Szkoły nauk słowiańskich i wschodnio-europejskich w koledżu University College London. Książka Andrew Wilsona „Wirtualna Polityka: Fingowanie demokracji w postsowieckim świecie” uchodzi za jedno z najważniejszych akademickich badań nad reżimami politycznymi krajów Europy Wschodniej.

## Publikacje
Monografie
- Ukraine: Perestroika to Independence (wspólnie z Taras Kuzio), New York, St. Martin’s Press, 1994, xiv, 260p. ISBN 0-312-08652-0
- Ukrainian Nationalism in the 1990s: A Minority Faith, Cambridge University Press, 1996, xvii, 300p. ISBN 0-521-48285-2 ISBN 0-521-57457-9
- The Ukrainians: Unexpected Nation, Yale University Press, 2000, xviii, 366p. ISBN 0-300-08355-6, 2nd edition 2002 ISBN 0-300-09309-8
- Virtual Politics: Faking Democracy in the Post-Soviet World, Yale University Press, 2005, ISBN 0-300-09545-7
- Ukraine's Orange Revolution, Yale University Press, 2005, ISBN 0-300-11290-4
- Belarus: The Last European Dictatorship, Yale University Press, 2012, ISBN 978-0-300-13435-3

Artykuły w gazetach
- Andrew Wilson: Putin returns, but will Russia revert to ‘virtual democracy’?. oDR: Russia and beyond, 7 May 2012. [dostęp 2014-11-06]. (ang.).
- Andrew Wilson: "Political technology": why is it alive and flourishing in the former USSR?. oDR: Russia and beyond, 17 June 2011. [dostęp 2014-11-06]. (ang.).